# Марек Папала
Марек Владислав Папала (пол. Marek Władysław Papała; 4 вересня 1959, Порохник — 25 червня 1998, Варшава) — співробітник Громадянської міліції ПНР та поліції Польщі, надінспектор поліці, головний комендант поліції з 3 січня 1997 до 29 січня 1998 року. Застрелений біля свого будинку у Варшаві, вбивство залишається досі не розкритим.

## Ранні роки
Народився 4 вересня 1959 року в місті Порохник нинішнього Підкарпатського воєводства Польської Республіки. Навчався в гмінній загальній школі імені Едукаційної комісії і закінчив її 1974 року з відзнакою. Продовжив навчання у загальноосвітньому ліцеї імені Миколая Коперника в Ярославі, який закінчив 1978 року також з відзнакою. Після закінчення школи планував вступити до Університету Марії Склодовської-Кюрі, але, попри успішно складені іспити, не вступив туди через високий конкурс.
Після закінчення ліцею відслужив в армії. Відповідно до журналіста Мирослава Кудасевича з газети «Tygodnik Prudnicki», з 30 січня 1979 року був курсантом 1-ї роти навчального центру Верхнесилезької бригади Військ охорони прикордоння в Пруднику. 4 березня 1979 року склав військову присягу. З того ж року формально вважався співробітником громадянської міліції Польської Народної Республіки. Після закінчення навчання і складання військової присяги направлений проходити термінову службу на південний захід ПНР: служив спочатку в Польській народній армії в місті Кендзежин-Козьле, а потім у краківському Батальйоні центрального підпорядкування ЗОМО. За даними того ж Кудасевича, Папала служив з квітня 1979 року у підвідділі контррозвідки комендатури Краківського воєводства.

## Вища освіта
1980 року вступив до Вищої офіцерської школи у Щитному, яку закінчив з відзнакою 1983 року (галузь права й управління, спеціальність «забезпечення громадської безпеки та порядку»). 1985 року закінчив факультет права та адміністрації університету, здобувши ступінь магістра з управління. Після закінчення факультету влаштувався у Вищу офіцерську школу спочатку асистентом, а потім і викладачем. З 1984 року працював в Управлінні дорожнього руху Головної комендатури громадянської міліції, пройшовши шлях від інспектора до начальника управління.
Після закінчення Лодзинського університету продовжив навчання у Вищій педагогічній школі в Ольштині, спеціалізуючись на дорожньому русі. 1989 року на одній з тематичних конференцій познайомився з полковником Єжи Тольваєм (пол. Jerzy Tolwaj), заступником начальника Управління дорожнього руху Головної комендатури поліції Польщі. Через деякий час Папалі запропонували посаду в Управлінні дорожнього руху, і на початку 1990 року разом з дружиною Малгожатою та дочкою Наталією Папала переїхав до Варшави. 14 грудня того ж року захистив докторську дисертацію в Лодзинському університеті на факультеті права та управління під керівництвом професора Брюнона Холиста на тему «Втеча злочинця після скоєння дорожнього злочину» (пол. Ucieczka sprawcy po dokonaniu przestępstwa drogowego).

## Головний комендант
16 листопада 1990 року проведений в надкомісари поліції, 31 липня 1992 призначений директором Управління дорожнього руху. 27 жовтня 1993 року проведений в підінспектори поліції. 22 квітня 1994 року завершив курси підвищення кваліфікації фахівців у галузі антитерористичної боротьби на тему «Роль поліції у вирішенні криз» в Університеті штату Луїзіана. 19 березня 1995 року проведений в інспектори поліції, а 19 червня того ж року розпорядженням міністра внутрішніх справ та адміністрації Польщі Анджея Мільчанковського призначений заступником головного коменданта поліції Ежи Станьчика. 3 січня 1997 року офіційно призначений головним комендантом поліції Польщі на підставі розпорядження Ради міністрів Польщі від 2 січня. 3 травня того ж року указом президента Польщі Александра Квасневського став надінспектором поліції.
На цій посаді Папала займався реалізацією запропонованої ним же «Програми покращення поліції» (пол. Program naprawy Policji), спрямованої на модернізацію правоохоронних органів країни. Під його керівництвом у структурі поліції з'явилися Бюро з наркотиків та Бюро з боротьби з корупцією, а також утворилися спецгрупи, члени яких мали впроваджуватися в банди. При цьому Папала зазначав, що реформування поліції не варто було б доручати безпосередньо самій поліції, оскільки противниками реформ виявилися б поліціянти, і тоді, за його словами, «будь-які зміни зруйнували б такий звичний їм світ рутини». Завдяки вжитим Папалою заходам у боротьбі проти організованої злочинності польська поліція заарештувала багатьох лідерів банд з Балтійського узбережжя і завдала потужного удару Прушківській банді. Також заарештували частину співробітників митниці, які працювали на прикордонному переході Тересполь-Брест, за звинуваченням у сприянні контрабанді. Хоча запропоновані Папалою реформи посилили підтримку поліції у суспільстві, його критикували за надмірні заходи безпеки на спортивних заходах.

## Відставка
28 січня 1998 року Папала надіслав на ім'я прем'єр-міністра Єжи Бузека лист з заявою про свою відставку з посади головного коменданта поліції Польщі та проханням перевести його у розпорядження Міністерства внутрішніх справ та адміністрації. У листі він підбивав підсумки своєї діяльності на посаді головного коменданта поліції, заявивши про необхідність залишити посаду «заради блага держави» і висловивши сподівання, що реформи поліції будуть продовжені. Того ж дня Папала надіслав відкритий лист співробітникам поліції, в якому повідомив про намір залишити свою посаду і подякував за надану йому довіру. Формально відставка Папали відбулася наступного дня.
Звільнення Папали з посади головного коменданта викликало великий суспільний резонанс: ходили чутки, що Папалу змусили піти з посади під тиском «правого» польського уряду. Офіційно Папала не оголошував причин своєї відставки, проте при цьому його відходу передувала серія заворушень у польських містах, які відбулися за участю неповнолітніх. У наступні місяці Папала зайнявся посиленим вивченням англійської мови і навіть склав іспити в Міністерстві закордонних справ. Очікувалося, що спочатку він відвідає США, а потім буде направлений до Брюсселя, де обійме важливу посаду в одній із структур Європейського союзу — посаду координатора співпраці поліційних служб Європи у боротьбі з міжнародною організованою злочинністю.

## Вбивство

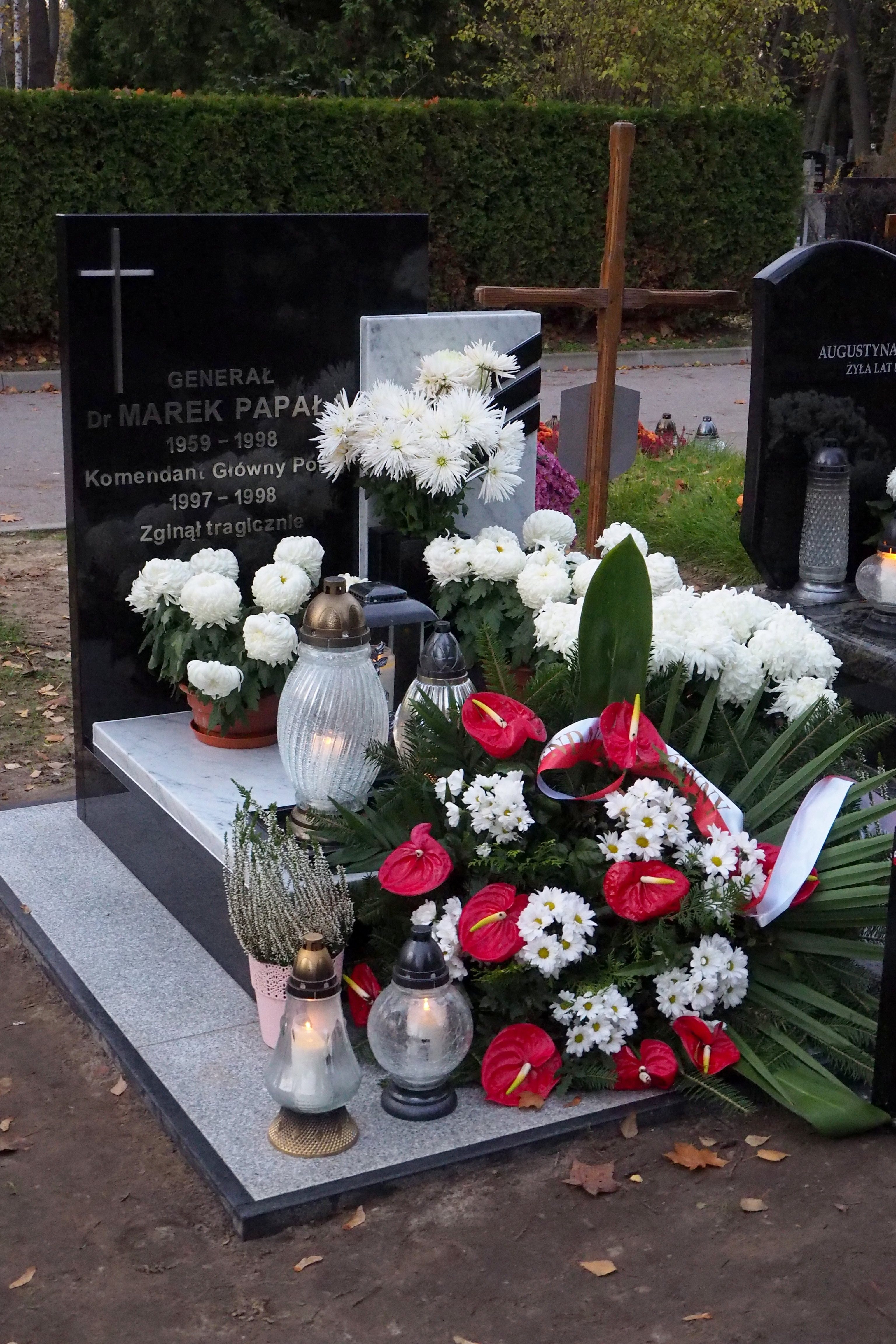
Могила Папали на військовому цвинтарі у Повонзках

Увечері 25 червня 1998 року Папала поїхав у Вілянув на іменини до генерала запасу Юзефа Сасіна, в минулому начальника 5-го департаменту Служби безпеки ПНР. У квартирі в будинку 20 на вулиці Вікторії Веденьській того вечора перебували сам господар із дружиною Яниною та син Яцек зі своєю дружиною. Туди ж приїхав і підприємець Едвард Мазур, з яким Папала мав намір обговорити деталі свого майбутнього відрядження в США. Мазур пробув у гостях пів години і пішов, не зумівши умовити Папалу піти одразу разом з ним. Через деякий час пішов і Папала, вирушивши до Центрального вокзалу, щоб зустріти там матір. Оскільки потяг запізнювався, він вирішив їхати додому і близько 22:00 під'їхав автомобілем Daewoo Espero до свого будинку 17 на вулиці Вінцети Жимовького.
Папала не встиг навіть витягнути ключі із замку запалювання, коли невідомий вистрілив йому в голову з пістолета з глушником. Смерть настала миттєво. За кілька хвилин на вулицю вийшла дружина генерала, щоб вигуляти собаку, і виявила тіло чоловіка в автомобілі. Єдиним безпосереднім свідком вбивства виявився громадянин В'єтнаму: за його словами, близько 22:00 він курив, коли до будинку під'їхав Daewoo Espero, а коли він відвернувся, почув звук, схожий на вибух петарди. Пізніше він почув лише крики дружини генерала, яка виявила тіло вбитого чоловіка. За словами свідка, він бачив, як людина витягла з машини щось, схоже на автомобільний вогнегасник, проте він не зміг описати ні обличчя, ні фігуру цієї людини. Сусіди повідомляли, що біля машини бродив якийсь хлопець з рукою на перев'язі. Повідомлення про вбивство стало шоком для всієї країни і тим більше для поліції: тієї ж ночі створили спеціальну групу для проведення всіх слідчих заходів.
У нього залишилась дружина Малгожата та дочка Наталія. 2 липня похований на комунальному цвинтарі в рідному Порохнику. 21 липня 2020 року його останки перепоховали на варшавському військовому цвинтарі в Повонзках (квартал G, ділянка 17).

### Розслідування
Громадськість була переконана, що вбивство Папали замовне і могло бути скоєно з помсти. Поліція заявляла, що розкриття вбивства Папали було для них справою честі, а політики правих і лівих партій всіляко запевняли сім'ю загиблого, що допоможуть дістатися істини. Проте розслідування не давало жодних результатів, і справу передали Головній комендатурі поліції Польщі, де заснували спеціальну слідчу групу «Генерал», яка розслідувала вбивство Папали. Під час розслідування окружна прокуратура Варшави та прокуратура Лодзі сформулювали два різні обвинувальні висновки, у кожному з яких вказувалося причетність мафії, але наводилися абсолютно різні версії. Варшавські слідчі вказували на причетність до вбивства польського бізнесмена Едварда Мазура, який довгий час жив за кордоном, а лодзинські слідчі стверджували, що до смерті Папали зграя автовикрадачів на чолі з бандитом на прізвисько «Патик», яка намагалася викрасти у генерала службовий автомобіль.
Розслідування неодноразово піддавалося критиці з боку журналістів та колишніх співробітників правоохоронних органів. Перед судом за звинуваченням у вбивстві на замовлення став кримінальний авторитет Ришард Богуцький, проте 2013 року виправданий за недостатністю доказів: Мазура затримала 2006 року чиказька поліція, але через рік суд відмовив польській владі в екстрадиції. 2015 року перед судом з'явився ватажок банди автовикрадачів на прізвисько «Патик», якого звинуватили у вбивстві Папали з метою заволодіти його автомобілем, але 2020 року Варшавський окружний суд зняв з нього звинувачення, оскільки свідчення ключового свідка суд вважав ненадійними, а 2023 року Апеляційний суд залишив чинним виправдувальний вирок. Згідно з журналісткою Пауліною Байде, протягом 25 років з моменту вбивства було допитано сотні свідків і висунуто 11 різних версій злочину, але справа так і залишилася не розкритою: досі офіційно не встановлені ні причетні до вбивства особи, ні мотиви вбивства.

## Нагороди
- Командорський хрест Ордену Відродження Польщі (26 червня 1998, посмертно) — на знак визнання видатних заслуг у діяльності з реформування поліції та за досягнення у громадській роботі[35][36]
- Срібний Хрест Заслуги (21 жовтня 1993) — за зразкове, виключно сумлінне виконання професійних обов'язків[37]
- Медаль «Milito Pro Christo»[pl] (2001, посмертно)[38]
- Медальйон памʼяти Медного[pl] (2005, посмертно)[39]
- Диплом Benemerenti Польового ординаріату Війська польського (24 січня 1999, посмертно)[40][41]

## Пам'ять
25 червня 2014 року у початковій школі № 1 імені Едукаційної комісії міста Порохник відкрили меморіальну залу на честь генерала Марека Папали. Також ім'ям Папали названо щорічний велопробіг, який проводиться у Прухнику в рамках гірського марафону «Циклокарпати» (пол. Cyklokarpaty).